# Radamant
Radamant (grč. Ραδαμάνθυς, Radamánthys) u grčkoj mitologiji bio je Zeusov i Europin sin, Minosov i Sarpedonov brat, a odgojio ga je Asterion. Jedan je od triju sudaca u Hadu, zajedno s Minosom i Eakom.

## Mitologija

### Minos
Prema legendi, vladao je Kretom prije Minosa te je donio zakone koje su i sami Spartanci preuzeli. Ljubomoran na njegovu slavu, Minos ga je protjerao iz zemlje nakon što je došao na vlast. Ondje se oženio Alkmenom, Heraklovom majkom kojoj je umro muž Amfitrion.

### Milet
Asterije, kretski kralj posvojio je tri Zeusova i Europina sina - Minosa, Sarpedona i Radamanta. Jednom su se braća svađala oko prekrasnog dječaka u kojeg su se sva trojica zaljubila. Zvao se Milet, sin Apolona i Areje i volio je Sarpedona te se Minos osvetio zarativši i osvojivši cijeli otok. Sarpedon je s Miletom pobjegao u Likiju gdje je Milet osnovao istoimeni grad. Druga inačica mita govori da se Milet zvao Atimnije te da je bio Zeusov i Kasiopejin sin.

### Podzemni svijet
Homer piše da živi na Elizijskim poljanama. Platon u svojem djelu Gorgija govori da je Radamant, zahvaljujući svojoj nepopustljivosti i čvrstini, postao jedan od tri suca u Hadu i vladar Elizija. Sudio je svim Azijcima, Eak je sudio Europljanima, a Minos je imao odlučujući glas. Vergilije također piše da je bio jedan od kažnavatelja i sudaca u podzemnom svijetu. Pindar navodi da je bio jedini sudac i Kronova desna ruka.

## Vanjske poveznice
- Radamant u klasičnoj literaturi i umjetnosti (engl.)